# 1900 na música

## Eventos
- 14 de Janeiro - Estreia a Tosca, de Giacomo Puccini, em Roma.
- O sonho de Gerontius de Edward Elgar.

## Nascimentos
| Data            | Nome                | Profissão                                 | Nacionalidade             | Observações | Ref |
| --------------- | ------------------- | ----------------------------------------- | ------------------------- | ----------- | --- |
| 1 de Janeiro    | Xavier Cugat        | maestro e pianista                        | Espanha                   | m. 1990     |     |
| 4 de fevereiro  | Jacques Prévert     | poeta, músico e roteirista                | França                    | m. 1977     |     |
| 12 de fevereiro | Pink Anderson       | cantor e músico                           | Estados Unidos            | m. 1974     |     |
| 2 de março      | Kurt Weill          | compositor                                | Alemanha                  | m. 1950     |     |
| 8 de julho      | George Antheil      | compositor, pianista, escritor e inventor | Estados Unidos            | m. 1959     |     |
| 25 de Setembro  | Alexandre Schaffman | violinista                                | União Soviética (Ucrânia) | m. 1992     |     |
| 14 de dezembro  | Aaron Copland       | compositor                                | Estados Unidos            | m. 1990     |     |

## Mortes

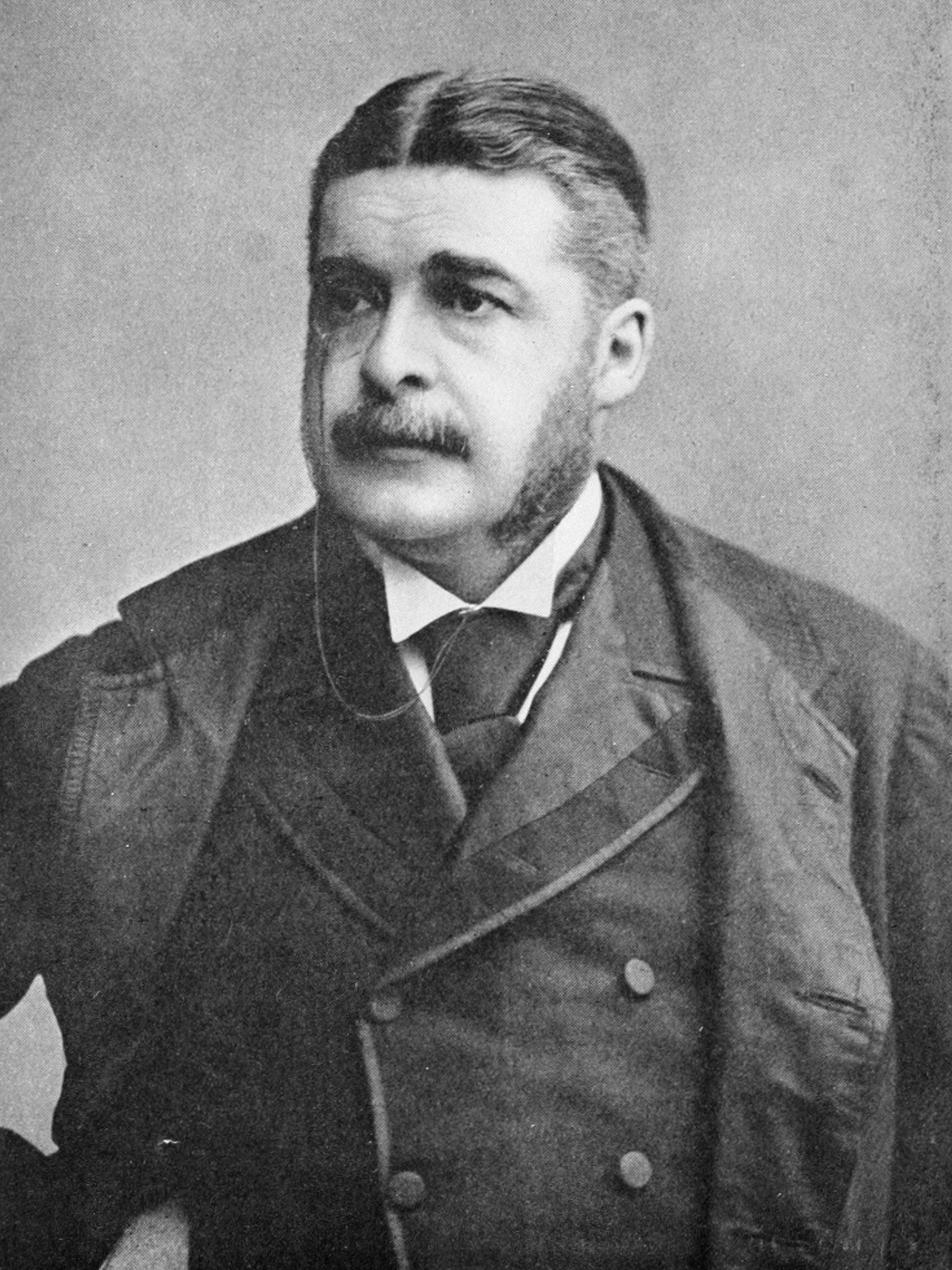
Arthur Seymour Sullivan

| Data           | Nome                    | Profissão  | Nacionalidade   | Observações | Ref   |
| -------------- | ----------------------- | ---------- | --------------- | ----------- | ----- |
| 15 de outubro  | Zdeněk Fibich           | compositor | Áustria-Hungria | n. 1850     | [ 1 ] |
| 22 de novembro | Arthur Seymour Sullivan | compositor | Inglaterra      | n. 1842     | [ 2 ] |